# Porgy and Bess (альбом Эллы Фицджеральд и Луи Армстронга)
Porgy and Bess (с англ. — «Порги и Бесс») — тринадцатый студийный альбом американской джазовой певицы Эллы Фицджеральд и трубача Луи Армстронга, выпущенный в 1957 году на лейбле Verve Records под студийным номером MGV 4011-2. Альбом включает аранжированные арии из оперы Джорджа Гершвина «Порги и Бесс».
В 1990 году студия PolyGram перевыпустила пластинку в формате CD под студийным номером Verve-PolyGram 827 475-2. В 2001 году альбом был введён в Зал славы «Грэмми».

## Список композиций
Все тексты написаны Айрой Гершвином и Дюбозом Хейвардом, вся музыка написана Джорджем Гершвином.
| №                   | Название                    | Длительность |
| ------------------- | --------------------------- | ------------ |
| 1.                  | «Overture»                  | 10:52        |
| 2.                  | «Summertime»                | 4:58         |
| 3.                  | «I Wants to Stay Here»      | 4:38         |
| 4.                  | «My Man’s Gone Now»         | 4:02         |
| 5.                  | «I Got Plenty O’ Nuttin’»   | 3:52         |
| 6.                  | «Buzzard Song»              | 2:58         |
| 7.                  | «Bess, You Is My Woman Now» | 5:28         |
| Общая длительность: | Общая длительность:         | 36:48        |

| №                   | Название                                                      | Длительность |
| ------------------- | ------------------------------------------------------------- | ------------ |
| 8.                  | «It Ain’t Necessarily So»                                     | 6:34         |
| 9.                  | «What You Want Wid Bess?»                                     | 1:59         |
| 10.                 | «A Woman Is a Sometime Thing»                                 | 4:47         |
| 11.                 | «Oh, Doctor Jesus»                                            | 2:00         |
| 12.                 | «Here Come de Honey Man/Crab Man/Oh, Dey’s So Fresh and Fine» | 3:29         |
| 13.                 | «Bess, Oh Where's My Bess?»                                   | 2:36         |
| 14.                 | «Oh Lawd, I'm on My Way!»                                     | 2:57         |
| Общая длительность: | Общая длительность:                                           | 24:22        |

## Участники записи
- Элла Фицджеральд — вокал.
- Луи Армстронг — труба, вокал.
- Пол Смит — фортепиано.
- Элвин Столлер — барабаны.
- Рассел Гарсия — аранжировка.